# Jacques Cusmano
Jacques Cusmano (Palerme, 15 mars 1834 - Palerme, 14 mars 1888) est un prêtre catholique italien fondateur des servantes des pauvres et des missionnaires serviteurs des pauvres et reconnu bienheureux par l'Église catholique. Il est fêté le 14 mars.

## Biographie
Jacques Cusmano est né le 15 mars 1834 à Palerme, dans le quartier pauvre de l'Albergheria.
Diplômé de médecine et de chirurgie en 1855, son dévouement particulier pour les plus miséreux lui vaut de porter le surnom de médecin des pauvres. Malgré une carrière prometteuse de médecin, il l'abandonne pour devenir prêtre. Il reçoit l'ordination sacerdotale le 20 décembre 1860. Il est immédiatement nommé recteur de la Chiesa dei Santi Quaranta Martiri Pisani al Casalotto (it), dans un quartier pauvre où il crée le premier centre de charité.
Conscient de la misère matérielle et spirituelle de la population, il lance en 1867, peu après la révolte de Sette e mezzo et l'épidémie de choléra qui touche la ville, l'association Boccone del povero qui rassemble des laïcs et des religieux pour collecter nourriture et argent à destinations des indigents.
Il refuse de devenir curé de San Ippolito et le titre de chanoine que lui propose le cardinal Celesia.
En 1880, il fonde l'Institut des Sœurs servantes des pauvres et en 1887 celui des missionnaires serviteurs des pauvres, puis la congrégation des Dames de la Charité de la Cène des Pauvres.
Constatant l'insuffisance de la charité pour changer la condition des pauvres, il obtient le soutien du maire Nicolò Turrisi Colonna, pour installer en 1881 dans l'ancienne Cinquième Maison Jésuite de Molo, une maison des Vieillards et des Orphelins, où les personnes âgées exerçaient une activité contre un revenu et les orphelins sont formés aux métiers de typographe, relieur, tisserand, menuisier, cordonnier ou tailleur. En 1882, il achète la Villa Sommariva, dans le quartier de Terre Rosse (aujourd'hui Via Giacomo Cusmano) pour y installer les Sœurs servantes que sa soeur, Vincenzina, a été l'une des premières à rejoindre.
Cusmano développe ses instituts et les forme dans l'idée de transmettre la foi à travers les œuvres de charité. Il consacre tout le reste de sa vie au service des nécessiteux, malades et abandonnés. Le père des pauvres comme il est surnommé meurt à Palerme le 14 mars 1888.

## Béatification

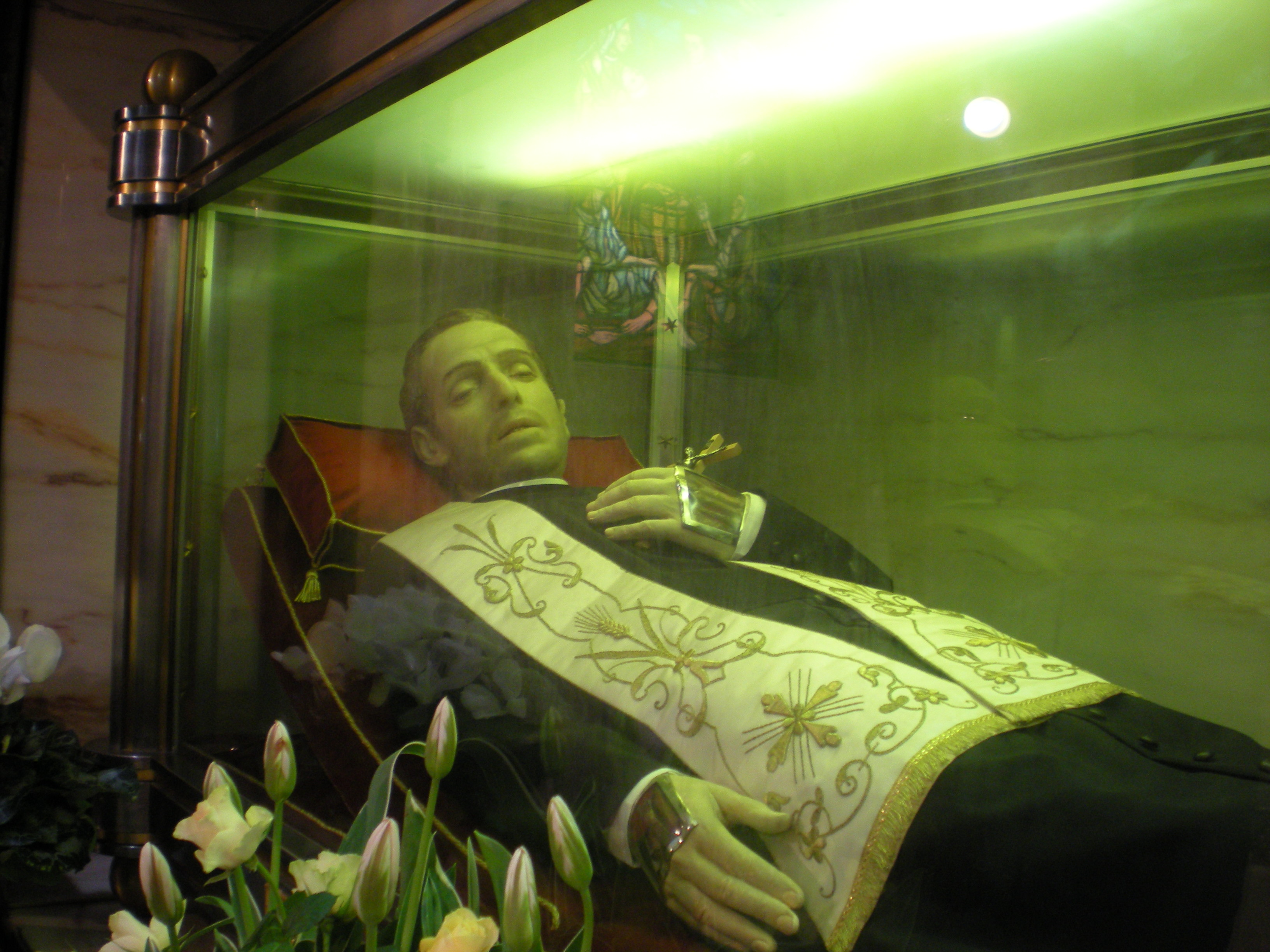
Reliques du bienheureux Jacques Cusmano, vénérées dans l'église des servantes de Palerme.

- 1961 : ouverture de la cause en béatification et canonisation.
- 2 avril 1982 : le pape Jean-Paul II lui attribue le titre de vénérable.
- 30 octobre 1983 : béatification célébrée Place Saint-Pierre, à Rome, par Jean-Paul II[2].

Il est commémoré le 14 mars selon le Martyrologe romain.